# Тайсір Джабарі
Тайсір Джабарі (18 січня 1972 — 5 серпня 2022) — палестинський ісламський бойовик, який був лідером військового угрупування «Ісламського джихаду в Палестині» (2019—2022).

## Життєпис
Тайсір Джабарі народився у січні 1972 року. Закінчив Ісламський університет Гази, спеціалізуючись на шаріаті, або ісламському праві. З 2019 року, після вбивства Баха Абу аль-Ата очолював військове угрупування «Ісламський джихад у Палестині». У 11-денних зіткненнях між Газою та Ізраїлем у травні 2021 року був відповідальний за запуск сотень ракет по ізраїльській території. Ізраїльські військові повідомили про загибель Тайсіра Джабарі внаслідок одного з ударів у перший день операції «Світанок» 5 серпня 2022 року.